# 思い込み

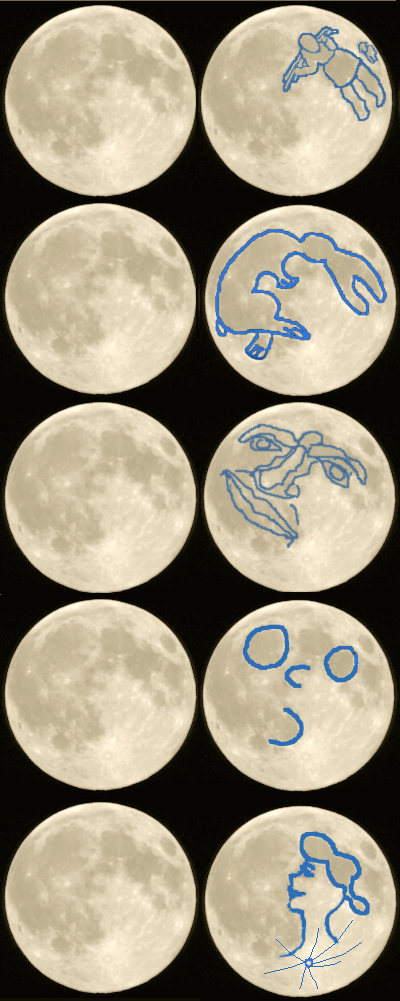
月のクレーターのランダムパターンの解釈。パレイドリアに対する人間の偏見の一般的な例である。

思い込み（おもいこみ）とは、深く信じこむこと。また、固く心に決めること。
思い込みをする人は、ある考え方に執着し、合理的な推定の域を超えて、固く真実だと信じ、自分が正しいことを言うために、常識・道徳・前例・先入観・慣習などを根拠にすることがある。しかし、こうした根拠が他者と全く共有できないものである場合も珍しくなく、合理的な説得をしても信じてもらえない。
思い込みをすることが個人的な問題であることもあるが、集団的な思い込みというものもある。哲学者フランシス・ベーコンが掲げた4つのイドラは、抜きがたい錯覚や偏見という意味で、思い込みの一種であろう。
思い込みは、頑固であるまたは邪推深さ、猜疑心さらには被害妄想などの精神障害などと、悪い意味で使われることが多いが、目標達成の原動力にもなる。周囲には無理だと言われながら、スポーツ選手がプロデビューを果たすとき、往々にして思い込みが功を奏したのである。